# Lennon Miller
Pour les articles homonymes, voir Miller.
Lennon Miller, né le 25 août 2006 à Wishaw en Écosse, est un footballeur international écossais qui joue au poste de milieu central à l'Udinese Calcio.

## Biographie

### En club
Né à Wishaw en Écosse, Lennon Miller est formé par le Motherwell FC qu'il rejoint à l'âge de sept ans. 
Il joue son premier match en professionnel le 31 août 2022, lors d'une rencontre de Coupe de la Ligue écossaise face au Inverness CT. Il entre en jeu à la place de Callum Slattery (en) et son équipe s'impose par quatre buts à zéro.
Il joue son premier match en Scottish Premiership, la première division écossaise, le 28 décembre 2022 face au Glasgow Rangers. Il entre en jeu à la place de Callum Slattery (en) et son équipe est battue par trois buts à zéro. 
Le 15 novembre 2023, Miller prolonge son contrat avec son club formateur jusqu'en mai 2026.
En mai 2024 il est nommé pour le titre de SFWA young player of season de la saison 2023-2024, qui désigne le meilleur jeune joueur de la saison. Mais cette récompense revient finalement à David Watson,.

### En sélection
Lennon Miller joue son premier match avec l'équipe d'Écosse espoirs, le 3 juin 2024 contre la Turquie. Il entre en jeu à la place de Lyall Cameron et son équipe est battue par deux buts à un.

## Vie privée
Lennon Miller est le fils de Lee Miller, ancien footballeur professionnel international écossais.